# ژول دیوید مور
ژول دیوید مور (به انگلیسی: Joel David Moore) بازیگر آمریکایی است که در دوران فعالیتش در تبلیغات تلویزیونی،فیلم‌های سینمایی و سریال‌های تلویزیونی ظاهر شده‌است.از مشهورترین فیلم‌هایی که بازی کرده‌است می‌توان به آواتار اشاره کرد.

## بخشی از فیلم‌شناسی
سینما:
- فوکس‌فایر -۱۹۹۶
- داج بال: داستان یک بازنده واقعی-۲۰۰۴
- محرمانه مدرسه هنر-۲۰۰۶
- تیشه -۲۰۰۶
- مارپیچ -۲۰۰۷
- بوسه شانگهای-۲۰۰۷
- آواتار -۲۰۰۹
- جینی جونز-۲۰۱۰
- میهمان - ۲۰۱۴

سریال:
- سی‌اس‌آی
- دکتر هاوس
- استخوان‌ها
- نام من ارل است